# (3367) Alex
(3367) Alex es un asteroide perteneciente al cinturón de asteroides descubierto por Norman G. Thomas el 15 de febrero de 1983 desde la Estación Anderson Mesa, en Flagstaff, Estados Unidos.

## Designación y nombre
Alex se designó al principio como 1983 CA3.
Más adelante, en 1986, fue nombrado en honor de Alex R. Baltutis, nieto del descubridor.

## Características orbitales
Alex orbita a una distancia media de 2,785 ua del Sol, pudiendo alejarse hasta 2,978 ua y acercarse hasta 2,592 ua. Tiene una inclinación orbital de 5,321 grados y una excentricidad de 0,06928. Emplea 1697 días en completar una órbita alrededor del Sol.

## Características físicas
La magnitud absoluta de Alex es 12,3 y el periodo de rotación de 9,6 horas. Está asignado al tipo espectral X de la clasificación SMASSII.